# Mozi
Mozi (chinês: 墨子, pinyin: Mòzǐ, Wade–Giles: Mo Tzu), também latinizado como Micius (do original Mo Di, 墨翟) (cerca de 470 a.C. - cerca de 391 a.C.), foi um filósofo chinês do período das cem escolas de pensamento, durante o período dos Reinos Combatentes, antes da unificação da China.[carece de fontes?]
Nascido no que hoje é Tengzhou, na província de Shandong, foi o fundador do moísmo, que se contrapunha ao confucionismo e ao taoismo. Sua filosofia enfatizava a autocontenção, a autorreflexão e autenticidade ao invés de obediência aos rituais. Durante o período dos Reinos Combatentes, o moísmo foi ativamente desenvolvido e praticado em muitos estados, mas caiu em desgraça com a ascensão do legalismo, promovido pela Dinastia Qin, que chegara ao poder. Neste período, os clássicos moístas foram destruídos por ordem do imperador Qin Shi Huang, supostamente queimando centenas de livros e enterrando vivos os estudiosos da filosofia moísta. A importância desta filosofia caiu em favorecimento ao confucionismo, que se tornou a escola filosófica dominante durante a Dinastia Han, quando o moísmo quase desapareceu.

## Nome
Muito se discute sobre o nome de Mozi. Acredita-se que o nome "Mo" tenha sido herdado de um ancestral, senhor Guzhu (chinês: 孤竹君, pinyin: Gūzhú Jūn), um descendente de Shennong, famoso imperador. Os descendentes do senhor Guzhu adotavam, como nome do clã, "Motai" (chinês: 墨胎, pinyin: Mòtāi), posteriormente encurtado para "Mo". Mas alguns estudiosos argumentam que "Mo", na verdade, não é o nome de clã de Mozi, já que o nome de sua família e clã não são encontrados em documentos do Período das Primaveras e Outonos e dos Reinos Combatentes.
Como "Mo" também é o nome da escola Moísta, ele pode ter derivado do nome da pena capital usualmente aplicada em escravos, quando se tatuava a testa dos criminosos com o caracter para "tinta", que é "mo". Era um sinal que identificava os moístas quando foram perseguidos. O nome verdadeiro do clã de Mozi não é conhecido. Pode ser que ele nem mesmo tenha tido um nome de clã ou de família, por ter nascido em uma classe baixa da sociedade. Na antiguidade chinesa, a grande maioria do povo chinês não tinha relação com famílias aristocráticas, portanto não tinha direito a sobrenomes e nomes de clãs.
Uma possível fonte para o nome de Mozi pode ter a ver com o tom de sua pele, muito escuro quando comparado aos outros chineses, como descrito em "Estima pela Justiça", texto atribuído a Mozi.

## Vida pessoal
Estudiosos acreditam que Mozi eram membro de uma classe inferior de artesãos que conseguiu ascender na sociedade para um posto de oficial. Sabe-se que seus pais não se gostavam e que lhe dispensaram pouco amor durante a vida. Mozi era do estado de Lu, hoje Tengzhou, na província de Shandong. Como Confúcio, Mozi era conhecido por manter uma escola para aqueles que desejavam tornar-se funcionários servindo nos diferentes tribunais governantes dos Reinos Combatentes.
Mozi provavelmente foi carpinteiro, sendo habilidoso em criar mecanismos como relógios e escadas móveis usadas para sitiar cidades com muros. Mesmo não tendo uma posição oficial no governo, ele era consultado por governantes a respeito de fortificação e armas de sítio. Mozi estudou os ensinamentos de Confúcio quando jovem, mas acredita-se que tenha se revoltado com sua filosofia fatalista e que enfatizava demais as elaboradas celebrações e rituais em detrimento da qualidade de vida e produtividade do povo. Ao se contrapor a Confúcio, Mozi conseguiu agregar seguidores que também rivalizavam com os ensinamentos confucionistas. Eram basicamente artesãos, pedreiros, ferreiros, gente simples que se organizou de maneira disciplinada ao redor de Mozi.

Mozi nasceu em Lu, próximo ao Rio Amarelo, tendo vivido e trabalhado algum tempo para o governo em Song, ao sul de Lu

Acredita-se que ele passou a ser visto como um tipo de herói para muitos de seus seguidores. Ele ensinava a fazer o bem ao próximo, sem se preocupar com ganhos pessoais com a própria vida. Mêncio, discípulo de Confúcio, chegou a escrever que o amor de Mozi era por toda a humanidade. Enquanto algo pudesse beneficiar a todos, Mozi o seguiria, mesmo que se ferisse. Zhang Tai Yan teria dito que ele era ainda mais virtuoso que Confúcio e Laozi. Mozi viajou para regiões em crise e pelas paisagens arrasadas dos Reinos Combatentes, tentando dissuadir os líderes de seus planos de conquista.

## Filosofia
Os principais ensinamentos de Mozi enfatizavam a autorreflexão e autenticidade, ao invés da cega obediência aos rituais elaborados. Ele observou que as pessoas aprendem sobre o mundo através da adversidade. Ao refletir sobre o sucesso e o fracasso, uma pessoa obtém o verdadeiro autoconhecimento ao invés de apenas se conformar com rituais. Mozi exaltava as pessoas que levavam uma vida simples, asceta, de renúncia à extravagância material e espiritual.
Tal como Confúcio, Mozi idealizava a Dinastia Xia e os antigos personagens da mitologia chinesa, mas criticava as crenças confucionistas de que a vida moderna deveria ser padronizada seguindo os preceitos dos antigos, pois o que pensamos como "antigo" era na verdade o mais arrojado de sua época e ele não deveria servir de padrão para a inovação presente. Mozi acreditava que as pessoas eram capazes de mudar as circunstâncias e direcionar suas próprias vidas. E podiam fazer isso se aplicassem seus sentidos para observar o mundo, julgar objetos e eventos por suas causas, funções e bases históricas. Este era seu método de três vias, recomendado para testar a verdade ou não das afirmações. Seus seguidores posteriormente expandiram o método para a Escola dos Nomes.

### Amor universal
Mozi tentou substituir o que ele considerada uma longa relação de apego dos chineses com o conceito de estruturas familiares e de clãs pelo conceito de "cuidado imparcial" ou "amor universal" (兼愛, jiān ài). Com isso, ele argumentava diretamente contra os confucionistas, que achavam que o cuidado com os outros devia variar de pessoa e de nível. Mozi, ao contrário, argumentava que as pessoas, por princípios, deveriam cuidar e amar uns aos outros igualmente, uma noção que filósofos de outras escolas consideraram um absurdo, interpretando as afirmações de Mozi como falta de cuidado com parentes e a família.
O ato de amar e cuidar de todos deve começar com aquele que está mais próximo. O princípio fundamental é que a benevolência, bem como a malevolência, é necessária, e que uma será tratada enquanto tratamos uns aos outros. Enquanto cuidamos dos familiares do outro, alguém está cuidando de nossos familiares. Como ele diz no Livro das Odes:
| “ | Quando alguém me lança um pêssego, eu lhe devolvo uma ameixa. | ” |

Mozi diferenciou "intenção" de "realidade", colocando, assim, uma importância central na vontade de amar, embora, na prática, possa muito bem ser impossível trazer benefícios a todos. A benevolência, para ele, era natural do ser humano, "assim como o fogo vai para cima e a água para baixo", provendo as pessoas de uma posição de autoridade que ilustra a benevolência em suas vidas. O amor universal, segundo Mozi, é prático.
O amor universal defendido por Mozi tem afinidades com o amor universal (ágape) que viria ser pregado por Jesus Cristo cinco séculos mais tarde na Palestina.
Mozi acreditava no poder de espíritos e fantasmas, apesar de acreditar-se que ele tenha os venerado pragmaticamente. Em seus ensinamentos, chegou a dizer que, mesmo que não existissem, encontros comunitários por causa da oferta de sacrifício desempenhavam um papel no fortalecimento dos laços sociais. Mozi acreditava que o Paraíso não era a estrutura mística e amoral dos Taoistas, e sim um lugar benevolente, cuja força moral beneficiava os bons e punia os maus e que o amor universal era uma maneira de chegar ao Paraíso.

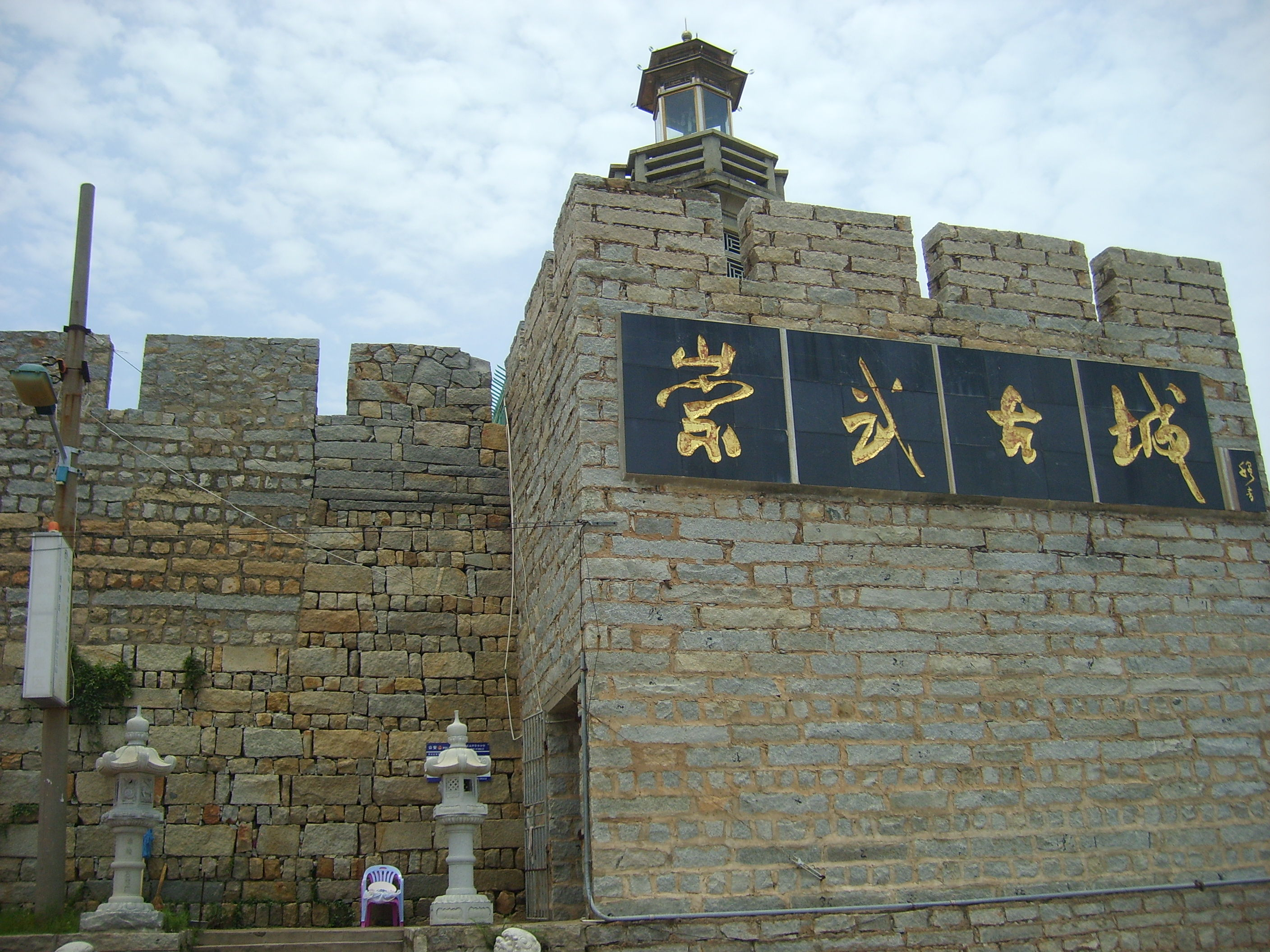
Os moístas também se tornaram especialistas em armas de cerco e fortificações

Não havia exceções para os governantes: os gastos com luxo da nobreza, benefícios pessoais, os impostos e, especialmente, as guerras deveriam ser evitados por serem contraproducentes e levar à ruína dos Estados e à miséria do povo. Mozi acusa os governantes:
| “ | ... esgotando as pessoas através do desempenho pessoal e ruína por meio de impostos. Inúmeros são aqueles que morrem de frio ou fome. Além disso, os governantes deste mundo aumentam seus exércitos para atacar os países vizinhos. Estas expedições às vezes duram um ano inteiro, meses, pelo menos. Durante este tempo, homens e mulheres são separados, o que é uma maneira de reduzir a população. Inúmeros são aqueles que morrem por causa de más condições de vida, alimentação irregular, doença, enquanto outros são mortos em emboscadas, incêndios, ataques a fortalezas e batalhas campais. | ” |

O moísta levado para o utilitarismo extremo nos leva a questionar o próprio princípio do prazer. Neste quadro, as artes e a música são problemáticas, uma vez que são, em si mesmas, sua própria justificação:
Mozi pede a um Confuciano: (Para entender esta passagem, devemos saber que "música" [yue] e "prazer" [you] são escritos da mesma forma)
- Por que a música?
-A música é prazer.
-Você não respondeu à minha pergunta. Se você quer saber por que as casas são construídas, e ele diz "para se aquecer no inverno, se refrescar no verão, e garantir a separação entre homens e mulheres, então eu teria dado a razão pela qual as casas são construídas." Agora, se eu perguntar a razão pela qual a música é feita, e eu respondi que a música é feita para o prazer, é como se, à pergunta: "Por que casas?", você me respondesse "casas é para as casas".
O significado de justiça, altamente subjetivo para os confucionistas, que é baseado em deixar o homem em seu livre-arbítrio e melhoria da capacidade, se choca com o pensamento de Mozi, que só tem uma grande confiança em relação à natureza humana (sentimento compartilhado pelo legalismo). Para ele, o senso de justiça é um conceito que deve começar no topo da pirâmide social e se voltar para todos os níveis. Neste contexto, a estrita obediência aos seus superiores e o medo de punição se tornam a base de estabilidade e controle social. Isso se aplica, obviamente, para o topo da hierarquia, mas os descendentes do Céu (Tian), ou seja, o imperador, recebem o seu próprio senso de justiça como parte de sua divindade. 
| “ | Aqueles que estão em conformidade com a vontade de Deus e procurando ser benéfico para o outro serão recompensados. Aqueles que agem contra o ódio divino e somente desejando o mal para o outro serão punidos. | ” |

## Sua influência
"Mozi" é o nome do texto filosófico compilado por moístas segundo o que Mozi pensava. Como o moísmo desapareceu como uma tradição praticada na China, seus textos não foram bem preservados, e muitos de seus capítulos foram perdidos ou danificados.
O moísmo foi suspenso durante o período de Dinastia Qin e morreu como um movimento sob o domínio da Dinastia Han, que adotou o confucionismo como doutrina oficial. No entanto, muitas de suas ideias foram absorvidas na corrente principal do pensamento chinês e foram reexaminadas nos tempos modernos. Alguns estudiosos chineses, sob o regime comunista, tentaram reabilitar Mozi como um "filósofo do povo", destacando tanto a sua abordagem racional-empírica como sua origem "proletária". Alguns apoiadores atuais do moísmo defendem que o moísmo e o comunismo têm muitos ideais comuns referentes à vida comunitária.
A partir de uma perspectiva moderna, a filosofia de Mozi era mais avançada em alguns aspectos e de outras formas não tão avançada como a de Confúcio. Por exemplo, o seu conceito de jian'ai (兼愛, "amor universal) se referia a relações igualitárias e orientadas para a comunidade entre os indivíduos, enquanto a noção boai (博愛, "amor universal") de Confúcio se referia a relações, ainda que mutuamente benéficas, diferenciadas entre os indivíduos segundo sua condição social. Por outro lado, mostrou-se menos tolerante do que a de Confúcio, ao condenar tudo que não é diretamente "útil", ignorando as funções de humanização da arte e da música por exemplo. Zhuangzi, que criticou tanto os confucionistas como os moístas, levou isso em conta ao fazer suas parábolas sobre a "inutilidade da utilidade".
Em 2016, uma iniciativa conjunta austríaco-chinesa entre os grupos de física experimental de Anton Zeilinger e Pan Jianwei conhecida como Satélite para Experiência de Ciência Quântica lançou um satélite artificial de comunicações quânticas apelidado de "Micius" ou "Mozi" em homenagem aos escritos de Mozi sobre ótica.

## O moísmo e a ciência
De acordo com Joseph Needham, o "Mozi" (escrito filosófico) contém a seguinte declaração: 

A cessação do movimento é devido à força de oposição ... se não houver nenhum força oposta ... nunca parar de se mover. Isto é tão verdadeiro quanto o fato de que um boi não é um cavalo.
Needham disse que essa afirmação é um precursor para a primeira lei de Newton. O Mozi também contém especulações sobre óptica e mecânica bastante originais, mas, infelizmente, as suas ideias não foram consideradas pelos filósofos posteriores chineses. A tradição moísta também é bastante incomum como parte do pensamento chinês devido ao tempo dedicado ao desenvolvimento de um início de lógica.